# Tin Jedvaj
Tin Jedvaj (Zagabria, 28 novembre 1995) è un calciatore croato, difensore del Panathīnaïkos.
Con la nazionale croata è stato vicecampione del mondo nel 2018.

## Biografia
Nato nella capitale croata anche suo padre Zdenko è stato calciatore.
Nel 2014 è stato inserito nella lista dei migliori giovani nati dopo il 1993 stilata da Don Balón.

## Caratteristiche tecniche
Di ruolo difensore centrale, grazie alle sue qualità nei passaggi, nella visione, nella tecnica e nell'impostazione del gioco può giocare anche da centrale basso di centrocampo e da terzino destro.

## Carriera

### Club

#### Dinamo Zagabria
Esordisce con la Dinamo Zagabria il 10 febbraio 2013, all'età di 17 anni, nella sconfitta di campionato per 2-1 contro lo Osijek, Jedvaj al suo esordio disputa tutti i 90 minuti di gioco. Dal suo esordio, continua a giocare da titolare a fianco al capitano Josip Šimunić e il 20 aprile 2013 arriva anche il suo primo gol da professionista, infatti mette a segno l'1-0 finale ai danni del Cibalia. A fine campionato, anche grazie alle sue prestazioni, la Dinamo vince il suo quindicesimo Campionato croato e Jedvaj, a soli 17 anni, disputa 13 partite, sempre da titolare e senza mai venire sostituito, mettendo a segno 1 gol.
Il 6 luglio 2013 vince il suo secondo titolo, la Supercoppa di Croazia, battendo l'Hajduk Spalato ai calci di rigore per 5-2.

#### Roma
L'11 luglio 2013 viene acquistato dalla Roma per 5 milioni di euro. La Dinamo Zagabria, in caso di cessione futura, riceverà il 20% del ricavato.
È costretto a saltare le prime due giornate di campionato per il mancato arrivo del transfer della FIFA e dalla terza si siede in panchina.
Il 12 gennaio 2014 fa il suo esordio in Serie A, nella partita contro il Genoa, subentrando a Maicon all'83'. Conclude la stagione con 2 sole presenze in campionato.

#### Bayer Leverkusen e prestito all'Augusta

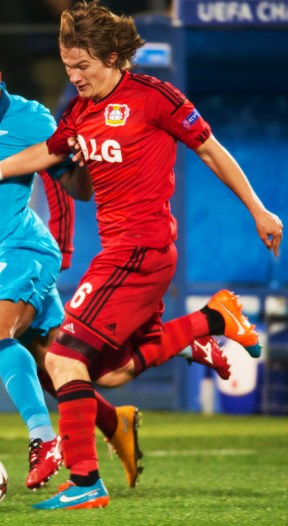
Jedvaj, nel 2014, con la maglia del.

L'11 giugno 2014 viene ceduto in prestito al Bayer Leverkusen per due stagioni, con diritto di riscatto in favore del club tedesco, da esercitarsi al termine della stagione calcistica 2015-2016, e di contro-riscatto in favore del club romano. Esordisce il 15 agosto successivo, in occasione della vittoria esterna, in Coppa di Germania, per 6-0 contro l'Alemannia Waldalgesheim. Il 19 agosto 2014 fa il suo esordio in Champions League, in occasione della vittoria per 3-2 nel play-off contro il Copenaghen. Con il Bayer debutta successivamente anche in campionato, il 23 agosto 2014, nella prima partita della stagione, nella vittoria per 2-0 del Bayer ai danni dei vice-campioni di Germania della passata stagione, il Borussia Dortmund, Jedvaj debutta e gioca tutti i 90 minuti da titolare. Segna poi il suo primo goal per i tedeschi già nella seconda partita stagionale di Bundesliga, nella vittoria casalinga per 4-2 ai danni dell'Hertha Berlino. Jedvaj sigla il goal del momentaneo 1-1 in contropiede al 50' minuto del secondo tempo. Tuttavia, per una sfortunata deviazione, al 24' minuto del primo tempo, Jedvaj aveva siglato anche un autogol, valevole il momentaneo 1-0 avversario. Il 20 gennaio 2015 passa a titolo definitivo alla squadra tedesca per 7 milioni di euro, firmando un contratto valevole fino al 2020. Conclude la sua prima stagione, con la maglia del Bayer Leverkusen, con un bottino di 29 presenze e 2 reti siglate.
Dopo l'infortunio rimediato durante la preparazione estiva, torna in campo il 17 ottobre 2015 nel pareggio esterno, per 0-0, contro l'Amburgo. Dopo qualche giorno dalla sua prima apparizione stagionale si infortuna nuovamente perdendo difatti la parte finale del 2015. Per via dei vari infortuni rimediati nell'arco della stagione totalizza 18 presenze.
Il 20 agosto 2019 viene ceduto in prestito all'Augusta.

#### Lokomotiv Mosca e prestito all'Al-Ain
Il 24 luglio 2021 si trasferisce a titolo definitivo alla Lokomotiv Mosca.
Il 20 dicembre 2022 viene annunciata la sua cessione in prestito all'Template:Calcio Al-Ain sino al 30 giugno 2023.

#### Panathinaikos
Il 14 luglio 2023 viene ceduto in prestito al Panathīnaïkos.
Il 28 maggio 2024 viene riscattato dai greci.

### Nazionale
Gioca con tutte le Nazionali giovanili, dall'Under-16 all'Under-21. Con quest'ultima esordisce da titolare il 14 novembre 2013 contro la Svizzera (0-2) e segna la prima rete pochi giorni dopo contro la Lettonia (3-1), entrambe partite di qualificazione all'Europeo Under-21.
Il 4 settembre 2014 esordisce con la maglia della Nazionale maggiore, in occasione della partita amichevole vinta per 2-0 contro la Nazionale cipriota.
IL 31 maggio 2016 viene convocato per gli Europei 2016 in Francia. L'esordio arriva il 21 giugno successivo in occasione dell'ultima partita della fase a gironi vinta, per 2-1, contro la Spagna; vittoria che permette ai suoi di piazzarsi al 1º posto del girone. L'avventura si conclude agli ottavi di finale poiché la sua squadra viene battuta dal Portogallo per 1-0.
Il 4 giugno 2018 viene selezionato nella lista dei 23 giocatori che parteciperanno al campionato del mondo 2018 in Russia. L'esordio in tale competizione arriva il 26 giugno successivo in occasione della vittoria, per 2-1, contro l'Islanda. La sua nazionale si deve accontentare del secondo posto poiché, dopo aver raggiunto la finale, la Croazia viene battuta dalla Francia per 4-2.
Il 15 novembre 2018 sigla le sue due prime reti con la maglia croata, decisive per la vittoria sulla Spagna per 3-2, nel match valevole per il primo turno di UEFA Nations League.

## Statistiche

### Presenze e reti nei club
Statistiche aggiornate al 16 aprile 2025.
| Stagione                | Squadra                 | Campionato              | Campionato | Campionato | Coppe nazionali | Coppe nazionali | Coppe nazionali | Coppe continentali | Coppe continentali | Coppe continentali | Altre coppe | Altre coppe | Altre coppe | Totale | Totale |
| Stagione                | Squadra                 | Comp                    | Pres       | Reti       | Comp            | Pres            | Reti            | Comp               | Pres               | Reti               | Comp        | Pres        | Reti        | Pres   | Reti   |
| ----------------------- | ----------------------- | ----------------------- | ---------- | ---------- | --------------- | --------------- | --------------- | ------------------ | ------------------ | ------------------ | ----------- | ----------- | ----------- | ------ | ------ |
| 2012-2013               | Dinamo Zagabria         | PL                      | 13         | 1          | CC              | 0               | 0               | UCL                | 0                  | 0                  | -           | -           | -           | 13     | 1      |
| lug. 2013               | Dinamo Zagabria         | PL                      | 0          | 0          | CC              | 0               | 0               | UCL                | 0                  | 0                  | SC          | 1           | 0           | 1      | 0      |
| Totale Dinamo Zagabria  | Totale Dinamo Zagabria  | Totale Dinamo Zagabria  | 13         | 1          |                 | -               | -               |                    | -                  | -                  |             | 1           | 0           | 14     | 1      |
| 2013-2014               | Roma                    | A                       | 2          | 0          | CI              | 0               | 0               | -                  | -                  | -                  | -           | -           | -           | 2      | 0      |
| 2014-2015               | Bayer Leverkusen        | BL                      | 22         | 2          | CG              | 2               | 0               | UCL                | 5                  | 0                  | -           | -           | -           | 29     | 2      |
| 2015-2016               | Bayer Leverkusen        | BL                      | 15         | 0          | CG              | 0               | 0               | UCL+UEL            | 0+3                | 0                  | -           | -           | -           | 18     | 0      |
| 2016-2017               | Bayer Leverkusen        | BL                      | 18         | 1          | CG              | 1               | 0               | UCL                | 4                  | 0                  | -           | -           | -           | 23     | 1      |
| 2017-2018               | Bayer Leverkusen        | BL                      | 10         | 0          | CG              | 0               | 0               | -                  | -                  | -                  | -           | -           | -           | 10     | 0      |
| 2018-2019               | Bayer Leverkusen        | BL                      | 16         | 0          | CG              | 2               | 1               | UEL                | 3                  | 1                  | -           | -           | -           | 21     | 2      |
| 2019-2020               | Augusta                 | BL                      | 31         | 2          | CG              | 0               | 0               | -                  | -                  | -                  | -           | -           | -           | 31     | 2      |
| 2020-2021               | Bayer Leverkusen        | BL                      | 3          | 0          | CG              | 1               | 0               | UEL                | 4                  | 0                  | -           | -           | -           | 8      | 0      |
| Totale Bayer Leverkusen | Totale Bayer Leverkusen | Totale Bayer Leverkusen | 86         | 3          |                 | 6               | 0               |                    | 19                 | 1                  |             | -           | -           | 111    | 5      |
| 2021-2022               | Lokomotiv Mosca         | PL                      | 20         | 2          | CR              | 0               | 0               | UEL                | 5                  | 0                  | SR          | -           | -           | 25     | 2      |
| lug.-dic. 2022          | Lokomotiv Mosca         | PL                      | 14         | 0          | CR              | 2               | 0               | -                  | -                  | -                  | -           | -           | -           | 16     | 0      |
| Totale Lokomotiv Mosca  | Totale Lokomotiv Mosca  | Totale Lokomotiv Mosca  | 34         | 2          |                 | 2               | 0               |                    | 5                  | 0                  |             | -           | -           | 41     | 2      |
| gen.-giu. 2023          | Al-Ain                  | PL                      | 11         | 1          | CP+CdL          | 5+1             | 0               | -                  | -                  | -                  | SUAE        | 1           | 0           | 18     | 1      |
| 2023-2024               | Panathīnaïkos           | SL                      | 24         | 2          | KE              | 6               | 0               | UCL+UEL            | 6+4                | 0                  | -           | -           | -           | 40     | 2      |
| 2024-2025               | Panathīnaïkos           | SL                      | 18         | 0          | KE              | 2               | 0               | UEL+UECL           | 4+6                | 0                  | -           | -           | -           | 30     | 0      |
| Totale Panathīnaïkos    | Totale Panathīnaïkos    | Totale Panathīnaïkos    | 42         | 2          |                 | 8               | 0               |                    | 20                 | 0                  |             | -           | -           | 70     | 2      |
| Totale carriera         | Totale carriera         | Totale carriera         | 217        | 11         |                 | 22              | 1               |                    | 44                 | 1                  |             | 2           | 0           | 285    | 13     |

### Cronologia presenze e reti in nazionale
| Cronologia completa delle presenze e delle reti in nazionale ― Croazia | Cronologia completa delle presenze e delle reti in nazionale ― Croazia | Cronologia completa delle presenze e delle reti in nazionale ― Croazia | Cronologia completa delle presenze e delle reti in nazionale ― Croazia | Cronologia completa delle presenze e delle reti in nazionale ― Croazia | Cronologia completa delle presenze e delle reti in nazionale ― Croazia | Cronologia completa delle presenze e delle reti in nazionale ― Croazia | Cronologia completa delle presenze e delle reti in nazionale ― Croazia |
| Data                                                                   | Città                                                                  | In casa                                                                | Risultato                                                              | Ospiti                                                                 | Competizione                                                           | Reti                                                                   | Note                                                                   |
| ---------------------------------------------------------------------- | ---------------------------------------------------------------------- | ---------------------------------------------------------------------- | ---------------------------------------------------------------------- | ---------------------------------------------------------------------- | ---------------------------------------------------------------------- | ---------------------------------------------------------------------- | ---------------------------------------------------------------------- |
| 4-9-2014                                                               | Pola                                                                   | Croazia                                                                | 2 – 0                                                                  | Cipro                                                                  | Amichevole                                                             | -                                                                      | 77’                                                                    |
| 12-11-2014                                                             | Londra                                                                 | Argentina                                                              | 2 – 1                                                                  | Croazia                                                                | Amichevole                                                             | -                                                                      |                                                                        |
| 7-6-2015                                                               | Varaždin                                                               | Croazia                                                                | 4 – 0                                                                  | Gibilterra                                                             | Amichevole                                                             | -                                                                      | 31’                                                                    |
| 21-6-2016                                                              | Bordeaux                                                               | Croazia                                                                | 2 – 1                                                                  | Spagna                                                                 | Euro 2016 - 1º turno                                                   | -                                                                      |                                                                        |
| 15-11-2016                                                             | Belfast                                                                | Irlanda del Nord                                                       | 0 – 3                                                                  | Croazia                                                                | Amichevole                                                             | -                                                                      |                                                                        |
| 24-3-2017                                                              | Zagabria                                                               | Croazia                                                                | 1 – 0                                                                  | Ucraina                                                                | Qual. Mondiali 2018                                                    | -                                                                      |                                                                        |
| 29-3-2017                                                              | Tallinn                                                                | Estonia                                                                | 3 – 0                                                                  | Croazia                                                                | Amichevole                                                             | -                                                                      | 85’                                                                    |
| 28-5-2017                                                              | Los Angeles                                                            | Messico                                                                | 1 – 2                                                                  | Croazia                                                                | Amichevole                                                             | -                                                                      |                                                                        |
| 11-6-2017                                                              | Reykjavík                                                              | Islanda                                                                | 1 – 0                                                                  | Croazia                                                                | Qual. Mondiali 2018                                                    | -                                                                      |                                                                        |
| 28-3-2018                                                              | Arlington                                                              | Messico                                                                | 0 – 1                                                                  | Croazia                                                                | Amichevole                                                             | -                                                                      | 35’                                                                    |
| 3-6-2018                                                               | Liverpool                                                              | Brasile                                                                | 2 – 0                                                                  | Croazia                                                                | Amichevole                                                             | -                                                                      | 88’                                                                    |
| 8-6-2018                                                               | Osijek                                                                 | Croazia                                                                | 2 – 1                                                                  | Senegal                                                                | Amichevole                                                             | -                                                                      | 46’                                                                    |
| 26-6-2018                                                              | Rostov                                                                 | Islanda                                                                | 1 – 2                                                                  | Croazia                                                                | Mondiali 2018 - 1º turno                                               | -                                                                      | 83’                                                                    |
| 6-9-2018                                                               | Faro                                                                   | Portogallo                                                             | 1 – 1                                                                  | Croazia                                                                | Amichevole                                                             | -                                                                      | 35’                                                                    |
| 12-10-2018                                                             | Fiume                                                                  | Croazia                                                                | 0 – 0                                                                  | Inghilterra                                                            | UEFA Nations League 2018-2019 - 1º turno                               | -                                                                      | 59’                                                                    |
| 15-10-2018                                                             | Fiume                                                                  | Croazia                                                                | 2 – 1                                                                  | Giordania                                                              | Amichevole                                                             | -                                                                      | 64’ 80’                                                                |
| 15-11-2018                                                             | Zagabria                                                               | Croazia                                                                | 3 – 2                                                                  | Spagna                                                                 | UEFA Nations League 2018-2019 - 1º turno                               | 2                                                                      |                                                                        |
| 18-11-2018                                                             | Londra                                                                 | Inghilterra                                                            | 2 – 1                                                                  | Croazia                                                                | UEFA Nations League 2018-2019 - 1º turno                               | -                                                                      | 67’                                                                    |
| 24-3-2019                                                              | Budapest                                                               | Ungheria                                                               | 2 – 1                                                                  | Croazia                                                                | Qual. Euro 2020                                                        | -                                                                      | 77’                                                                    |
| 8-6-2019                                                               | Osijek                                                                 | Croazia                                                                | 2 – 1                                                                  | Galles                                                                 | Qual. Euro 2020                                                        | -                                                                      | 50’                                                                    |
| 10-10-2019                                                             | Spalato                                                                | Croazia                                                                | 3 – 0                                                                  | Ungheria                                                               | Qual. Euro 2020                                                        | -                                                                      |                                                                        |
| 13-10-2019                                                             | Cardiff                                                                | Galles                                                                 | 1 – 1                                                                  | Croazia                                                                | Qual. Euro 2020                                                        | -                                                                      |                                                                        |
| 16-11-2019                                                             | Fiume                                                                  | Croazia                                                                | 3 – 1                                                                  | Slovacchia                                                             | Qual. Euro 2020                                                        | -                                                                      |                                                                        |
| 19-11-2019                                                             | Pola                                                                   | Croazia                                                                | 2 – 1                                                                  | Georgia                                                                | Amichevole                                                             | -                                                                      | 46’                                                                    |
| 5-9-2020                                                               | Porto                                                                  | Portogallo                                                             | 4 – 1                                                                  | Croazia                                                                | UEFA Nations League 2020-2021 - 1º turno                               | -                                                                      | 60’                                                                    |
| 7-10-2020                                                              | San Gallo                                                              | Svizzera                                                               | 1 – 2                                                                  | Croazia                                                                | Amichevole                                                             | -                                                                      | 62’ 90+1’                                                              |
| Totale                                                                 |                                                                        | Presenze                                                               | 26                                                                     |                                                                        | Reti                                                                   | 2                                                                      |                                                                        |

| Cronologia completa delle presenze e delle reti in nazionale ― Croazia under 21 | Cronologia completa delle presenze e delle reti in nazionale ― Croazia under 21 | Cronologia completa delle presenze e delle reti in nazionale ― Croazia under 21 | Cronologia completa delle presenze e delle reti in nazionale ― Croazia under 21 | Cronologia completa delle presenze e delle reti in nazionale ― Croazia under 21 | Cronologia completa delle presenze e delle reti in nazionale ― Croazia under 21 | Cronologia completa delle presenze e delle reti in nazionale ― Croazia under 21 | Cronologia completa delle presenze e delle reti in nazionale ― Croazia under 21 |
| Data                                                                            | Città                                                                           | In casa                                                                         | Risultato                                                                       | Ospiti                                                                          | Competizione                                                                    | Reti                                                                            | Note                                                                            |
| ------------------------------------------------------------------------------- | ------------------------------------------------------------------------------- | ------------------------------------------------------------------------------- | ------------------------------------------------------------------------------- | ------------------------------------------------------------------------------- | ------------------------------------------------------------------------------- | ------------------------------------------------------------------------------- | ------------------------------------------------------------------------------- |
| 14-11-2013                                                                      | Pola                                                                            | Croazia under 21                                                                | 0 – 2                                                                           | Svizzera under 21                                                               | Qual. Europeo Under-21 2015                                                     | -                                                                               |                                                                                 |
| 19-11-2013                                                                      | Pola                                                                            | Croazia under 21                                                                | 3 – 1                                                                           | Lettonia under 21                                                               | Qual. Europeo Under-21 2015                                                     | 1                                                                               | 68’                                                                             |
| 28-5-2014                                                                       | Zagabria                                                                        | Croazia under 21                                                                | 1 – 1                                                                           | Ucraina under 21                                                                | Qual. Europeo Under-21 2015                                                     | -                                                                               |                                                                                 |
| 24-3-2016                                                                       | Burgos                                                                          | Spagna under 21                                                                 | 0 – 3                                                                           | Croazia under 21                                                                | Qual. Europeo Under-21 2017                                                     | -                                                                               |                                                                                 |
| 28-3-2016                                                                       | Zaprešić                                                                        | Croazia under 21                                                                | 2 – 1                                                                           | Estonia under 21                                                                | Qual. Europeo Under-21 2017                                                     | -                                                                               | 37’                                                                             |
| Totale                                                                          |                                                                                 | Presenze                                                                        | 5                                                                               |                                                                                 | Reti                                                                            | 1                                                                               |                                                                                 |

## Palmarès

### Club

#### Competizioni nazionali
- Campionato croato: 1

Dinamo Zagabria: 2012-2013
- Supercoppa di Croazia: 1

Dinamo Zagabria: 2013
- Coppa di Grecia: 1

Panathinaikos: 2023-2024